# آن تود
آن تود (بالإنجليزية: Ann Todd)‏ هي ممثلة بريطانية، ولدت في 24 يناير 1909 في المملكة المتحدة، وتوفيت في 6 مايو 1993 بلندن في المملكة المتحدة بسبب سكتة.

## أعمال

### أفلام
- (1940) بريغهام يونغ
- (1945) الحجاب السابع
- (1945) غرباء رائعون
- (1952) حاجز الصوت

## وصلات خارجية
- آن تود على موقع IMDb (الإنجليزية)
- آن تود على موقع ألو سيني (الفرنسية)
- آن تود على موقع أول موفي (الإنجليزية)
- آن تود على موقع قاعدة بيانات برودواي على الإنترنت (الإنجليزية)
- آن تود على موقع قاعدة بيانات الأفلام السويدية (السويدية)
- آن تود على موقع إن إن دي بي (الإنجليزية)
- آن تود على موقع قاعدة بيانات الفيلم (الإنجليزية)
- آن تود على موقع كينوبويسك (الروسية)